# Anne Brochet
Anne Brochet (Amiens, 22 de noviembre de 1966) es una actriz francesa de cine y televisión, con una extensa carrera en su país natal.

## Vida y carrera
Brochet ha aparecido en películas como Cyrano de Bergerac, Le temps des porte-plumes, 30 ans, Une journée de merde! y Tous les matins du monde. También ha aparecido en episodios de series de televisión como Voici venir l'orage.... Brochet ganó un premio César en la categoría de mejor actriz de reparto por su trabajo en Tous les matins du monde.
Brochet vivió con el actor Gad Elmaleh entre 1998 y 2002. Tuvieron un hijo, Noé.

## Filmografía seleccionada
- 1986 : Le Bal d'Irène, de Jean-Louis Comolli (TV)
- 1987 : Masques, de Claude Chabrol
- 1987 : Buisson ardent, de Laurent Perrin
- 1988 : La Nuit Bengali, de Nicolas Klotz
- 1988 : La Maison assassinée, de Georges Lautner
- 1989 : Tolérance, de Pierre-Henry Salfati
- 1990 : Cyrano de Bergerac, de Jean-Paul Rappeneau
- 1991 : Tous les matins du monde, de Alain Corneau
- 1992 : Confessions d'un Barjo, de Jérôme Boivin
- 1994 : Du fond du cœur, de Jacques Doillon
- 1994 : Consentement mutuel, de Bernard Stora
- 1997 : Madera a la deriva, de Ronan O'Leary
- 1997 : Une journée de merde!, de Miguel Courtois
- 2000 : La Chambre des magiciennes, de Claude Miller (TV)
- 2000 : 30 ans, de Laurent Perrin
- 2001 : Dust, de Milcho Manchevski
- 2003 : Le Bonheur ne tient qu'à un film, de Laurence Côte (corto)
- 2003 : Histoire de Marie et Julien, de Jacques Rivette
- 2004 : Confidences trop intimes, de Patrice Leconte
- 2004 : The Hook, de Thomas Vincent
- 2004 : Les Bottes, de Renaud Bertrand (TV)
- 2004 : La confiance règne, de Étienne Chatiliez
- 2004 : Coup de vache, de Lou Jeunet (TV)
- 2005 : Nom de code : DP, de Patrick Dewolf (TV)
- 2005 : La Dérive des continents, de Vincent Martorana (TV)
- 2006 : Les Irréductibles, de Renaud Bertrand
- 2006 : Poison d'avril, de William Karel (TV)
- 2006 : Le Château en Espagne, de Isabelle Doval
- 2007 : Voici venir l'orage... (TV) de Nina Companeez
- 2008 : Comme les autres, de Vincent Garenq
- 2009 : The Hedgehog, de Mona Achache
- 2010 : The Round Up, de Roselyne Bosch
- 2014 : If You Don't, I Will, de Sophie Fillières
- 2014 : Les Gazelles, de Mona Achache